# Bzikebi
Bzikebi is een Georgische popgroep, bestaande uit twee meisjes en een jongen: Mariam Kikuashvili, Mariam Tatulashvili en Giorgi Shiolashvili.
Het trio kreeg grote bekendheid in 2008, toen zij namens Georgië deelnamen aan het Junior Eurovisiesongfestival 2008 in Limasol, Cyprus. De drie leden waren op dat moment allen 10 jaar oud en daarmee de jongste deelnemers. Ze vielen vooral op door verkleed als bijen hun opvallende zelfgeschreven liedje Bzzz ten gehore te brengen. Uiteindelijk kwamen ze ook als winnaar uit de bus, met 19 punten voorsprong op de nummer 2, Oekraïne. Het was de eerste overwinning voor Georgië op het Junior Eurovisiesongfestival.  
In 2010 bracht Bzikebi de single Zabuzei uit. In datzelfde jaar was de groep aanwezig tijdens het Junior Eurovisiesongfestival 2010, om op te treden met de winnaars van de andere jaren. 
In 2022 zong de groep hun winnende liejde Bzzz tijdens de de intervalact en de openingsceremonie van het Junior Eurovisiesongfestival. Tijdens de intervalact werd ieder winnend lied van de talentenjacht gezongen en waren er nog een paar andere winnaars aanwezig.    
2003: Dino Jelušić · 
2004: María Isabel · 
2005: Ksenia Sitnik · 
2006: The Tolmachevy Twins · 
2007: Aleksej Zjigalkovitsj · 
2008: Bzikebi · 
2009: Ralf Mackenbach · 
2010: Vladimir Arzumanian · 
2011: Candy · 
2012: Anastasija Petryk · 
2013: Gaia Cauchi · 
2014: Vincenzo Cantiello · 
2015: Destiny Chukunyere · 
2016: Mariam Mamadasjvili · 
2017: Polina Bogoesevitsj · 
2018: Roksana Węgiel · 
2019: Wiktoria Gabor · 
2020: Valentina · 
2021: Maléna · 
2022: Lissandro · 
2023: Zoé Clauzure
2007: Mariam Romalasjvili ·
2008: Bzikebi ·
2009: Princesses ·
2010: Mariam Kachelisjvili ·
2011: Candy ·
2012: The Funkids ·
2013: The Smile Shop ·
2014: Lizi Pop · 
2015: The Virus · 
2016: Mariam Mamadasjvili · 
2017: Grigol Kipsjidze · 
2018: Tamar Edilasjvili · 
2019: Giorgi Rostiasjvili · 
2020: Sandra Gadelia · 
2021: Nikoloz Kajaia · 
2022: Mariam Bigvava · 
2023: Anastasia & Ranina